# GOMES THE HITMAN
GOMES THE HITMAN（ゴメス・ザ・ヒットマン）は日本のポップスバンド。
1993年に東京外国語大学の音楽サークル内で結成され、1999年にBMG JAPANからメジャーデビューを果たした。
またボーカル＆ギターの山田は活発にソロ活動を行っているほか、多くのアーティストに楽曲提供も行っている。山田のソロ活動が活発化し、2009年3月にはソロアルバム『pilgrim』がライブ会場とネット通販限定でリリースされた（レーベルは「GOMES THE HITMAN.COM」）。
山田以外のメンバーも各々にユニットを組んだり、ほかのバンドのサポートメンバーとして活動している。なお2001年のシングル「饒舌スタッカート」でジャケットを飾った写真家斎門富士男宅に飼われていた猫「ポチ」はその後山田のもとへ引き取られ、“日本で一番可愛い猫”としてステージMCでしばしば紹介される。ポチは2014年6月に逝去、その後ポチにそっくりな三毛猫が山田宅の庭に現れて、「ポチ実」として飼われるようになった経緯は2015年に上梓された初の小説『猫と五つ目の季節』に詳しく描かれている。

## メンバー

### 現メンバー
- 山田稔明 - （ボーカル＆ギター）
- 堀越和子 - （キーボード）
- 高橋結子 - （ドラム＆パーカッション）
- 須藤俊明 - （ベース）元Melt-Banana

### 元メンバー
- 山田靖 - （ドラム）
- 遠藤宗広 - （ベース）
- 久保公平 - （ギター）
- 高森哲也 - （ドラム）

### 愛猫
- ポチ - （三毛猫）“日本一可愛い猫”として頻繁に山田自身によって紹介される。
- ポチ実 - （三毛猫）ポチが亡くなった後に現れたポチとうりふたつの元野良の猫。

## ディスコグラフィー

### 参加作品
- 映画サントラ『タナカヒロシのすべて o.s.t』 - 「RGB (movie version)」で参加。

## タイアップ一覧
| 年     | 曲名                 | タイアップ                                                            |
| ------ | -------------------- | --------------------------------------------------------------------- |
| 1999年 | 雨の夜と月の光       | 光通信「HIT SHOP」CMソング                                            |
| 1999年 | 雨の夜と月の光       | TBS系『BLITZ INDEX』オープニング・テーマ                              |
| 2001年 | 拍手手拍子           | フジテレビ系『世界超密着TV!ワレワレハ地球人ダ!!』エンディング・テーマ |
| 2003年 | 愛すべき日々         | ギャガ配給映画『八月のかりゆし』イメージソング                        |
| 2004年 | 明日は今日と同じ未来 | 日本テレビ系アニメ『お伽草子』オープニング・テーマ（第14話 - 第26話） |
| 2005年 | 手と手、影と影       | ジャックス「ジャックスカード」CMソング                                |
| 2005年 | RGB                  | 映画『タナカヒロシのすべて』挿入歌                                    |

## ヘビーローテーション/パワープレイ

### ラジオ
| 年     | 曲名             | ラジオヘビーローテーション/パワープレイ                                     |
| ------ | ---------------- | --------------------------------------------------------------------------- |
| 1999年 | 雨の夜と月の光   | ABCラジオ『ABCミュージックパラダイス』1999年5月度ミューパライチ押しナンバー |
| 2001年 | 饒舌スタッカート | ABCラジオ『ABCミュージックパラダイス』2001年1月度ミューパライチ押しナンバー |

## 山田稔明ソロ作品

### 参加作品
- 高田渡『系図トリビュート』 - 「鉱夫の祈り」で参加。
- 高野寛『高野寛ソングブック TRIBUTE TO HIROSHI TAKANO』 - 「夜の海を走って月を見た」で参加。

### 書籍
|   | 発売日        | タイトル                                   | 発行                                           | 備考                  |
| - | ------------- | ------------------------------------------ | ---------------------------------------------- | --------------------- |
| 1 | 2014年4月30日 | ひなたのねこ                               | mille books                                    |                       |
| 2 | 2015年11月3日 | 猫と五つ目の季節                           | mille books                                    | ISBN978-4-902744-79-8 |
| 3 | 2016年11月3日 | ひなたのねこ                               | mille books                                    | ISBN978-4-902744-84-2 |
| 4 | 2017年4月23日 | 猫町ラプソディ                             | mille books                                    | ISBN978-4-902744-86-6 |
| 5 | 2020年2月25日 | HOW SHOULD I SAY TO BE YOUR FAVORITE POET? | mono books（division of GOMES THE HITMAN.COM） |                       |

## 山田稔明による提供楽曲
- 坂本真綾『30minutes night flight』 - 「30minutes night flight」と「セツナ」を提供。
- GIBIER du MARI（夏木マリ率いるユニット）『GIBIER du MARI2』 - 「Fly〜Higher&Higher」を提供。
- 晴晴゛「太陽に焦がれて」（アニメ「SDガンダムフォース」のオープニングテーマ）
- 原田知世「夜想曲」（映画『ルパン三世 sweet lost night 〜魔法のランプは悪夢の予感〜』のエンディングテーマ。山田が作詞を担当）
- あまえ隊っ!!「あふれてゆくのはこの気持ち」（アニメ『あまえないでよっ!!』のオープニングテーマ）
- ピストルバルブ 「Good-looking dreamer」関西テレビ系『イケメンデルの法則』テーマソング（山田は作曲を担当）。
- シェリル・ノーム「イゾラド」（『ユニバーサル・バニー』収録。山田が作詞を担当。作曲は菅野よう子）
- シェリル・ノーム「Merry Christmas without You」（『cosmic cuune』収録。山田が作詞を担当。作曲は菅野よう子）
- 中島愛「金色〜君を好きになってよかった」（『Be With You』山田が作詞を担当。作曲は菅野よう子）
- 中島愛「最高の瞬間」『ワタシノセカイ』（山田が作詞を担当。作曲は古川貴浩）
- 吉谷彩子「恋のオーケストラ」「放課後の約束」（アニメ「謎の彼女X」OP／ED。山田が作詞を担当。作曲は北川勝利）
- Max Boys「HEART & SOUL」「ハートブレイカー」（『大切なうた』収録）
- 千菅春香「愛の詩 - words of love」（作詞を担当。作曲はラスマス・フェーバー）